# Gibson EB-3

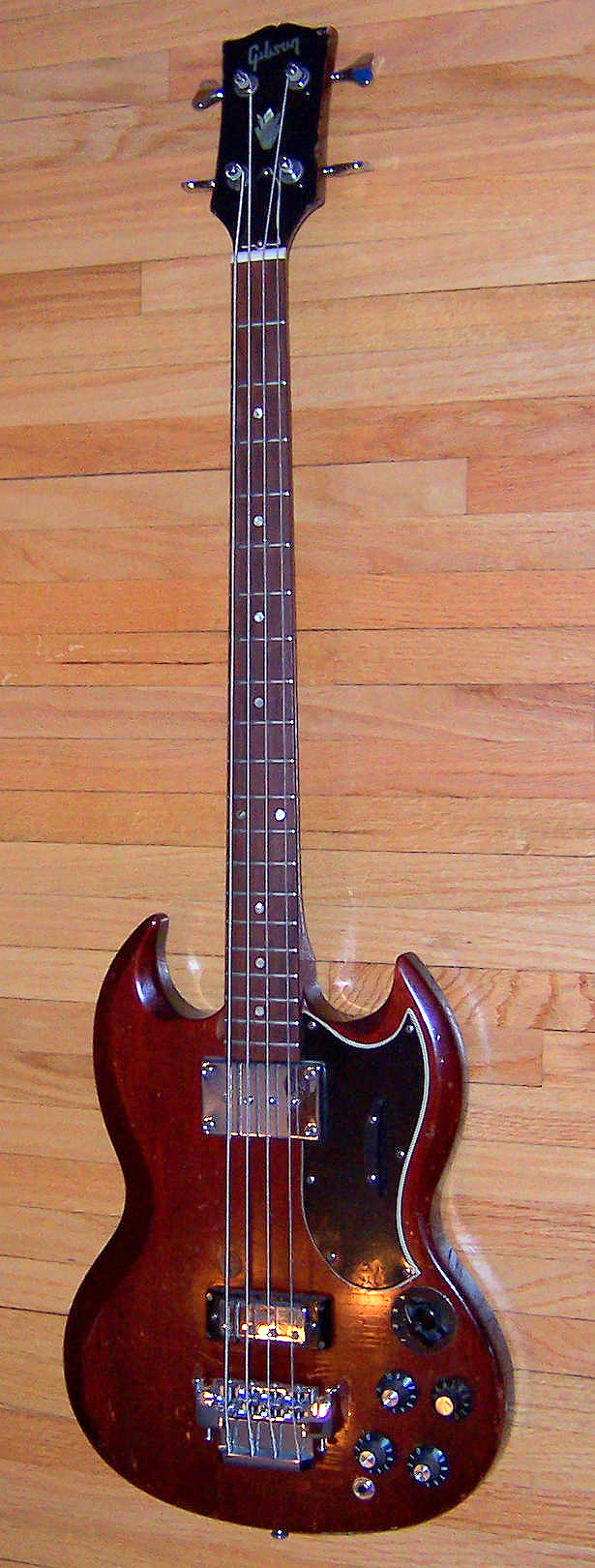
Gibson EB-3

O Gibson EB-3 é um baixo elétrico produzido pela Gibson Guitar Corporation. Lançado em 1963 é o contrabaixo equivalente à Gibson SG. É desenhado no estilo fino SG e em escala 30.5, e dois captadores (um grande humbucker na posição do pescoço e um mini-humbucker na posição da ponte)
Este baixo tornou-se muito famoso após ter sido utilizado por Jack Bruce, baixista da banda Cream, o super power trio do blues rock. Os outro integrantes eram nada mais nada menos que Eric Clapton e o baterista Ginger Baker.